# Nolima dine
Nolima dine är en insektsart som beskrevs av Rehn 1939. Nolima dine ingår i släktet Nolima och familjen fångsländor. Inga underarter finns listade i Catalogue of Life.